# 勒尼奥韦
勒尼奥韦（法語：Regniowez，法語發音：[ʁəɲɔve]）是法国大东部大区阿登省的一个市镇，位于该省北部偏西，属于沙勒维尔-梅济耶尔区。

## 地理
勒尼奥韦（49°56'17"N, 4°25'50"E）面积18.27 平方千米，位于法国大東部大區阿登省，该省份为法国北部内陆省份，西接埃纳省，南至马恩省，东临默兹省，北与比利时接壤。
与勒尼奥韦接壤的市镇（或旧市镇、城区）包括：埃泰尼耶尔、讷维尔莱博略、塔耶特、希迈。
勒尼奥韦的时区为UTC+01:00、UTC+02:00（夏令时）。

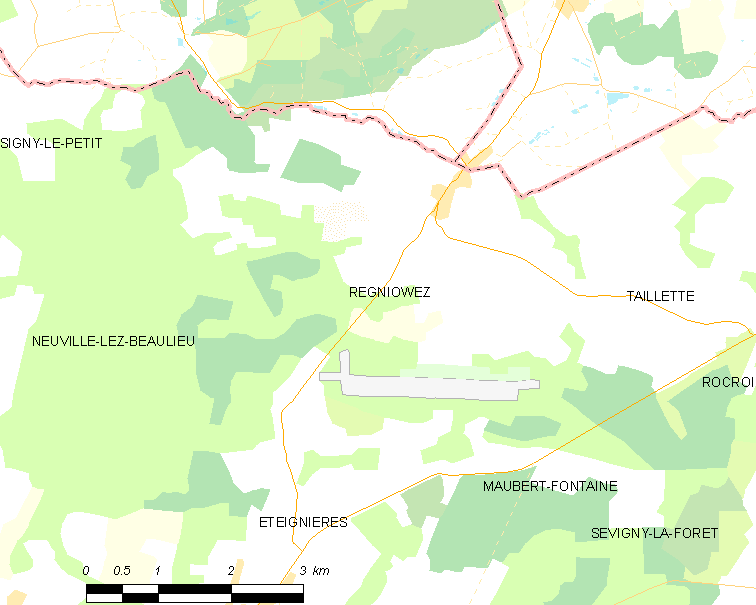
勒尼奥韦的OSM定位图

## 行政
勒尼奥韦的邮政编码为08230，INSEE市镇编码为08355。

## 政治
勒尼奥韦所属的省级选区为罗克鲁瓦县。

## 人口

1962-2008年间勒尼奥韦人口变化图示

勒尼奥韦于2022年1月1日时的人口数量为377人。